# شاه‌میگوی دمپایی
شاه‌میگوی دمپایی (نام علمی: Scyllaridae) نام یک تیره از زیرراسته شنارویان‌داران است.